# Lecanodiaspis morrisoni
Lecanodiaspis morrisoni är en insektsart som först beskrevs av Takahashi 1950.  Lecanodiaspis morrisoni ingår i släktet Lecanodiaspis och familjen Lecanodiaspididae. Inga underarter finns listade i Catalogue of Life.